# Fala Atelier
Fala Atelier ist ein portugiesisches Architekturbüro, das 2013 von Filipe Magalhães und Ana Luisa Soares in Porto gegründet wurde, 2014 trat Ahmed Belkhodja als Partner hinzu. Fala wurde 2020 von Domus als eines der 50 besten Architekturbüros ausgewählt.

## Partner
Filipe Magalhães (* 13. Juni 1987 in Porto) studierte bis 2009 Architektur an der Architekturfakultät Porto und an der Universität Ljubljana. Er arbeitete bei Harry Gugger in Basel und bei SANAA in Tokio. Magalhães lehrte bei Raphael Zuber an der Porto Academy (2014), der STU Bratislava, bei Dietrich Fink an der TU München (2018), der FH Münster (2018–2019), der Porto Academy (2019), der University Institute of Lisbon, der University of Toronto und am Polytechnikum Mailand.
Ana Luisa Soares (* 1988 in Marco de Canaveses) studierte bis 2011 an der Architekturfakultät Porto und an der Universität Tokio. Sie arbeitete bei Harry Gugger in Basel (2011) und bei Toyo Ito in Tokio (2012). Soares lehrte an der Universität Genua, der STU Bratislava, bei Dietrich Fink an der TU München (2018), der Porto Academy (2019), der Genfer Hochschule für Kunst und Design und an der University of Toronto.
Ahmed Belkhodja (* 24. April 1990 in Lausanne) studierte bis 2013 an der EPF Lausanne und an der ETH Zürich. Er arbeitete bei Obra Architects in New York, bei Harry Gugger in Basel und bei Atelier Bow-Wow in Tokio. Belkhodja lehrte an der FH Münster (2018–2019), der IUAV Venedig, Royal Academy of Arts, Genfer Hochschule für Kunst und Design, University of Toronto und École d'architecture de la ville & des territoires Paris-Est und an der ETH Zürich.
Ahmed Belkhodja, Filipe Magalhães, Lera Samovich und Ana Soares lehren zusammen das Gaststudio "Good Housing" an der EPF Lausanne.

## Bauwerke (Auswahl)
Eine Auswahl von falas Bauten werden von Rory Gardiner fotografiert.
- 2016–2017: House with a curved wall, Porto[6]
- 2017: House in Paraiso[7]
- 2019: Uneven House[8][9]
- 2021: Very Tiny Palazzo, Porto[10]
- Chiado apartment, Lissabon[11]
- Six Houses and a Garden, Porto[12][13]

## Auszeichnungen und Preise
- 2019: Nominierung – EuMiesAward für Haus, Rua do Paraíso[14]
- 2020: Spotlight Award der Rice University[15]
- 2022: Nominierung – EUMiesAward für Sechs Häuser und ein Garten[16]

## Ausstellungen
- 2013: THE YOUNG NEW. Centro Cultural de Belém Lissabon mit Arbeiten von Barão Hutter, Diogo Aguiar, fala, Ponto Atelier und rar.studio
- 2015, 2017: Chicago Architecture Biennial
- 2019: Lisbon Triennale

## Bücher
- Raphael Zuber (Hg.): Important Buildings of the last 21 years (2012-1992). A personal selection by students with Raphael Zuber. Porto Academy, Porto 2013
- als Herausgeber: fala 01.
- 2G N.80 fala. Walther König Verlag, Köln 2020 ISBN 978-3-96098-350-7
- AV Proyectos 98: fala. Arquitectura Viva SL, Madrid 2020
- 1961 – 1992 japan. 2021* a+u 2023:10 Feature: fala
- arquitecturaviva 256. 2023